# Rafał Kupidura
Rafał Kupidura (ur. 27 stycznia 1974 w Radomiu) – polski piłkarz, grający na pozycji pomocnika, przedsiębiorca.
W I lidze występował jako zawodnik Wisły Kraków, Stali Mielec i Łódzkiego Klubu Sportowego. Rozegrał w niej 51 meczów i strzelił 7 bramek. Karierę piłkarską zakończył niespodziewanie szybko, w roku 1996, mając 22 lata.
Po zakończeniu kariery piłkarskiej pracował w branży telekomunikacyjnej, m.in. w firmach: BCH Telecommunication, Formus Polska. W Polskiej Telefonii Cyfrowej (operator sieci Era) pełnił funkcję Dyrektora Rozwoju Produktów. W 2003 roku założył agencję usług marketingowych Focus Media Group, której został prezesem. Członek zarządu i szef grupy agencyjnej Stowarzyszenia Marketingu Bezpośredniego.
Od 2018 żonaty z wokalistką Katarzyną Grabowską-Kupidurą.